# Jean-Baptiste Charles Bouvet de Lozier
Jean-Baptiste Charles Bouvet de Lozier (Pleudihen-sud-Rance, 14 de gener de 1705 - Pleudihen, 1786) va ser un navegant i explorador francès, conegut per ser el descobridor de l'illa antàrtica que duu el seu nom, illa Bouvet.

## Biografia
Amb set anys va quedar orfe i, després de finir l'escola primària i segundaria a París, va ser enviat a Sant-Maloù a estudiar navegació.
Eln 1731 va ingressar com a tinent en la Companyia Francesa de les Índies Orientals. Després de diversos intents va obtenir el comandament de dues fragates (L'Aigle i la Maire) per explorar les zones de l'Atlàntic Sud que havien estat descrites per Binot Paulmier de Gonneville, i que es creia en aquest moment que contrarestarien el pes de les terres de l'hemisferi Nord, la Terra Australis Incognita. No hi havia esperança de trobar terres temperades. Va ser almenys la primera expedició a l'hemisferi sud explícitament dissenyada amb finalitats científiques.
El 19 de juliol de 1738 va salpar del port d'An Oriant i l'1 de gener de 1739 va veure a través de la boira i la neu que queia, una glacera i neu recobrint una terra escarpada a la qual va denominar cap Circumcisió, que seria després identificada i batejada en honor seu com a illa Bouvet. Els exploradors van intentar arribar a terra, però la banquisa ho va impedir. Van haver d'enfrontar-se a un estiu austral inusualment fred i després de nou dies d'intents en condicions difícils, van començar la cerca del continent desconegut més a l'est. Els instruments de navegació de l'època no permetien una determinació fiable de la longitud, i Bouvet va registrar l'illa al voltant dels 6º graus est, amb el nom de «Illa de la Circumcisió». Al no trobar res més a l'est, bloquejats al sud per la banquisa, amb la major part de la seva tripulació malalta, Bouvet es va veure obligat a abandonar i va tornar al cap de Bona Esperança, a l'Àfrica, per després tornar a tornar a An Oriant.
Gràcies a aquesta expedició, va ser el primer en descriure els gegantescs icebergs tabulars, que només es troben en les latituds de l'extrem sud, les densitats de balenes i un animal fins llavors desconegut i estrany: el pingüí.

## Un parent llunya del mateix nom
El nom donat a l'escola secundària Almirall Bouvet del municipi de Saint-Benoît, a l'illa de la Reunió, no es refereix a ell si no a un parent llunyà Pierre Bouvet de Maisonneuve, un altre mainer que va participar en les guerres napoleòniques i en la famosa batalla de la Gran Port Ile de France (Maurici), en 1810, l'única victòria naval de Napoleó.